# 扇けい
扇 けい（おうぎ けい、1984年〈昭和59年〉11月4日 - ）は、日本の女優。元宝塚歌劇団花組の男役。
東京都練馬区、区立豊玉中学校出身。身長173センチメートル。愛称は「とみぃ」、「めぐむ」、「むーさん」。
宝塚歌劇団時代の芸名は扇 めぐむ（おうぎ めぐむ）。
本名は浜名（旧姓：冨田）恵子。

## 来歴
2000年、宝塚音楽学校入学。
2002年、音楽学校卒業後、宝塚歌劇団に88期生として入団。入団時の成績は11番。星組公演「プラハの春／LUCKY STAR!」で扇めぐむとして初舞台。その後、花組に配属。
2012年3月18日、「復活／カノン」東京公演千秋楽をもって、宝塚歌劇団を退団。
退団後は扇けいと改名し、3オクターブの歌唱力を武器に、コンサートやミュージカルを中心に活動を続けている。
2013年、韓国ミュージカル「王の国」での演技に対して、第21回大韓民国文化芸能大賞のミュージカル部門外国人特別賞を受賞。
2024年に俳優・浜名一聖と結婚したことを、自身のSNSで報告。
2024年10月1日より、SHIN ENTERTAINMENT所属となる。
2024年12月4日、第1子妊娠をInstagramで公表した。
2024年3月8日、第1子となる女児を出産した。

## 宝塚歌劇団時代の主な舞台

### 初舞台
- 2002年4 - 5月、星組『プラハの春』『LUCKY STAR!』（宝塚大劇場のみ）

### 花組時代
- 2003年3月、『おーい春風さん』薬売り『恋天狗』村人（バウホール）
- 2003年5月、『野風の笛』新人公演：傀儡師・枯野（本役：愛音羽麗）『レヴュー誕生』
- 2003年10月、『二都物語』（バウホール・日本青年館）ヴァラン
- 2004年1月、『飛翔無限』出語り『天使の季節』新人公演：士官（本役:未涼亜希）『アプローズ・タカラヅカ!』
- 2004年8月、『La Esperanza（ラ・エスペランサ）』新人公演：ファン（本役：彩吹真央）『TAKARAZUKA舞夢!』
- 2005年3月、『マラケシュ・紅の墓標』新人公演：イヴン（本役：桐生園加）『エンター・ザ・レビュー』
- 2005年11月、『落陽のパレルモ』新人公演：ニコラ（本役：蘭寿とむ）『ASIAN WINDS!』
- 2006年3月、『スカウト』（バウホール）ビル
- 2006年6月、『ファントム』ボーイ長、新人公演：リシャール（本役：未涼亜希）
- 2006年12月、『MIND TRAVELLER-記憶の旅人-』（ドラマシティ・日本青年館）D.Jピート
- 2007年2月、『明智小五郎の事件簿-黒蜥蜴（トカゲ）』書生（奥田）、新人公演：雨宮潤一（本役：真飛聖）『TUXEDO JAZZ（タキシード ジャズ）』
- 2007年7月、『源氏物語 あさきゆめみしII』（梅田芸術劇場）良清
- 2007年10月、『アデュー・マルセイユ』新人公演：ジオラモ（本役：未涼亜希）『ラブ・シンフォニー』
- 2008年2月、『蒼いくちづけ』（バウホール）ジョニー
- 2008年5月、『愛と死のアラビア』新人公演：ムハンマド・アリ（本役：星原美沙緒）『Red Hot Sea』
- 2009年1月、『太王四神記』コ将軍、新人公演：ヤン王（本役：星原美沙緒）
- 2009年5月、『哀しみのコルドバ』ペペ『Red Hot Sea II』（全国ツアー）
- 2009年9月、『外伝 ベルサイユのばら-アンドレ編-』ドランド『EXCITER!!』
- 2009年12 - 2010年1月、『相棒』（ドラマシティ・日本青年館）暴漢
- 2010年3月、『虞美人』殷通／呂馬童
- 2010年7月、『麗しのサブリナ』パーティーの歌手『EXCITER!!』
- 2010年11月、『メランコリック・ジゴロ』シャルル『ラブ・シンフォニー』（全国ツアー）
- 2011年2月、『愛のプレリュード』アダム・ウィーバー『Le Paradis!!（ル パラディ）』
- 2011年6月、『ファントム』モーク・レール
- 2011年10月、『カナリア』（ドラマシティ・日本青年館）ディディエ
- 2012年1月、『復活-恋が終わり、愛が残った-』カルチンキン『カノン』 退団公演[7]

### 出演イベント
- 2005年9月、春野寿美礼イン・コンサート『I GOT MUSIC』[12]
- 2006年5月、『花組エンカレッジ・コンサート』[13]

## 宝塚歌劇団退団後の主な活動

### 舞台
- 2012年11月、『エリザベート スペシャル ガラ・コンサート』（東急シアターオブ、梅田芸術劇場）グリュンネ伯爵
- 2013年9月、『王の国』（韓国・安東芸術の殿堂）女武士
- 2014年5月、『セレブレーション100！宝塚〜この愛よ永遠に〜』（青山劇場、梅田芸術劇場）
- 2015年9月、『美少女戦士セーラームーン-Un Nouveau Voyage-』（2015年9月 AiiA 2.5 Theater Tokyo、10月 サンケイホール）[14] - カオリナイト 役
- 2016年6月、『キャプテンハーロック〜次元航海〜』（新宿村LIVE） - ラフレシア 役
- 2016年9月、ミュージカル 『バイオハザード 〜ヴォイス・オブ・ガイア〜』（赤坂ACTシアター・梅田芸術劇場メインホール）
- 2017年6月、演劇女子部ミュージカル『ファラオの墓』（池袋サンシャイン劇場） - ケス大臣 役
- 2018年6月、演劇女子部 『ファラオの墓〜蛇王・スネフェル〜』（サンシャイン劇場、大阪メルパルクホール） -  ケス宰相 役
- 2019年6月、演劇女子部 『遥かなる時空の中で6 外伝～黄昏ノ仮面～』（サンシャイン劇場、大阪メルパルクホール） - 片霧清四郎
- 2022年7月 - 2024年11月、『ハリー・ポッターと呪いの子』（TBS赤坂ACTシアター）[15][16][17]

### ラジオ
- ファンケル YOKOHAMAなでしこ（2016年8月1日、FMヨコハマ） - ゲスト[18]

## 受賞歴
- 2013年、第21回『大韓民国文化芸能大賞』 - ミュージカル部門外国人特別賞[8]